# Formariz (Portugal)
Formariz era una freguesia portuguesa del municipio de Paredes de Coura, distrito de Viana do Castelo.

## Toponimia
Según el Dicionário Onomástico Etimológico da Língua Portuguesa, los topónimos Formarigo y Formariz, existentes tanto en España como en Portugal, tienen su origen en Fromaricus, nombre propio documentado en el 870. Este es un nombre de origen germánico, posiblemente derivado de Frumareiks.

## Historia
Fue suprimida el 28 de enero de 2013, en aplicación de una resolución de la Asamblea de la República portuguesa promulgada el 16 de enero de 2013 al unirse con la freguesia de Ferreira, formando la nueva freguesia de Formariz e Ferreira.